# سرعوفة البحر
سُرْعُوفَة البحر أو سُكيلة أو زِيزُ البحر (الاسم العلمي Squilla)، جنس دويبات بحرية من القشرياتورتبة فميات الأرجل.